# Cordylostigma prolixipes
Cordylostigma prolixipes är en måreväxtart som först beskrevs av Spencer Le Marchant Moore, och fick sitt nu gällande namn av Groeninckx och Steven Dessein. Cordylostigma prolixipes ingår i släktet Cordylostigma och familjen måreväxter. Inga underarter finns listade i Catalogue of Life.